# Matty Longstaff
Matthew Longstaff (Rotherham, 21 maart 2000) is een Engels voetballer, die doorgaans speelt als defensieve middenvelder. Longstaff werd in juli 2019 door Newcastle United uit de jeugdopleiding gepromoveerd naar het eerste elftal.

## Clubcarrière
Longstaff doorliep de jeugdreeksen van Newcastle United. Op 6 oktober 2019 maakte hij zijn debuut in de Premier League. In de thuiswedstrijd tegen Manchester United mocht hij de wedstrijd aanvatten. In de 72ste minuut scoorde hij het enige doelpunt in de wedstrijd waardoor Newcastle de drie punten thuis kon houden. Op assist van Jetro Willems wist hij David de Gea te verslaan.

## Clubstatistieken
| Seizoen | Club             | Competitie     | Competitie | Competitie | Beker | Beker | Internationaal | Internationaal | Totaal | Totaal |
| Seizoen | Club             | Competitie     | Wed.       | Dlp.       | Wed.  | Dlp.  | Wed.           | Dlp.           | Wed.   | Dlp.   |
| ------- | ---------------- | -------------- | ---------- | ---------- | ----- | ----- | -------------- | -------------- | ------ | ------ |
| 2019/20 | Newcastle United | Premier League | 4          | 2          | 1     | 0     | –              | –              | 5      | 2      |
| Totaal  | Totaal           | Totaal         | 4          | 2          | 1     | 0     | 0              | 0              | 5      | 2      |

Bijgewerkt op 27 december 2019.

## Privé
Matthew Longstaff is de jongere broer van Sean Longstaff.